# 62e cérémonie des Grammy Awards
La 62e cérémonie des Grammy Awards se déroule le 26 janvier 2020 au Staples Center, à Los Angeles, Californie. La cérémonie élit les meilleurs enregistrements, compositions et artistes de l'année, sur une période s'étalant du 1er octobre 2018 au 30 septembre 2019,. La chanteuse Alicia Keys est la présentatrice de la cérémonie.
Les nommés des 84 catégories sont annoncées le 20 novembre 2019 par Gayle King, Alicia Keys et Bebe Rexha dans l'émission CBS This Morning. Lizzo est l'artiste qui reçoit le plus de nominations (huit), suivie de Billie Eilish et Lil Nas X (six chacun).
Billie Eilish et son frère Finneas sont les artistes les plus récompensés avec 5 Grammys chacun. De plus, Billie Eilish est la première à remporter les quatre récompenses majeures durant la même édition depuis Christopher Cross en 1981.
La cérémonie est marquée par le décès dans un crash d'hélicoptère, quelques heures plus tôt, de Kobe Bryant. De nombreux hommages sont rendus au cours de la soirée, à l'image d'Alicia Keys, qui prononce un discours en l'honneur du basketteur, qui a réalisé la plupart de ses performances sportives au Staples Center avec les Lakers.

## Nomination et palmarès

### Général

#### Enregistrement de l'année
- Bad Guy – Billie Eilish
- Hey, Ma - Bon Iver
- 7 Rings – Ariana Grande
- Hard Place – H.E.R.
- Talk – Khalid
- Old Town Road – Lil Nas X featuring Billy Ray Cyrus
- Truth Hurts – Lizzo
- Sunflower – Post Malone et Swae Lee

#### Album de l'année
- When We All Fall Asleep, Where Do We Go? – Billie Eilish
- I, I – Bon Iver
- Norman Fucking Rockwell! – Lana Del Rey
- Thank U, Next – Ariana Grande
- I Used to Know Her – H.E.R.
- 7 – Lil Nas X
- Cuz I Love You (Deluxe) – Lizzo
- Father of the Bride – Vampire Weekend

#### Chanson de l'année
- Bad Guy
- Always Remember Us This Way
- Bring My Flowers Now
- Hard Place
- Lover
- Norman Fucking Rockwell
- Someone You Loved
- Truth Hurts

#### Meilleur nouvel artiste
- Billie Eilish
- Black Pumas
- Lil Nas X
- Lizzo
- Maggie Rogers
- Rosalía
- Tank and the Bangas
- Yola

### Pop

#### Best Pop Solo Performance
- Truth Hurts – Lizzo
- Spirit – Beyoncé
- Bad Guy – Billie Eilish
- 7 Rings – Ariana Grande
- You Need to Calm Down – Taylor Swift

#### Best Pop Duo/Group Performance
- Old Town Road – Lil Nas X featuring Billy Ray Cyrus
- Boyfriend – Ariana Grande et Social House
- Sucker  – Jonas Brothers
- Sunflower  – Post Malone et Swae Lee
- Señorita – Shawn Mendes et Camila Cabello

#### Best Traditional Pop Vocal Album
- Look Now – Elvis Costello & The Imposters
- Sì – Andrea Bocelli
- Love (Deluxe Edition) – Michael Bublé
- A Legendary Christmas – John Legend
- Walls – Barbra Streisand

#### Best Pop Vocal Album
- When We All Fall Asleep, Where Do We Go? – Billie Eilish
- The Lion King: The Gift - Beyoncé
- Thank U, Next – Ariana Grande
- No.6 Collaborations Project – Ed Sheeran
- Lover – Taylor Swift

### Musique électronique

#### Best Dance Recording
- Got to Keep On – The Chemical Brothers
- Linked – Bonobo
- Piece of Your Heart – Meduza featuring Goodboys
- Underwater – Rüfüs Du Sol
- Midnight Hour – Skrillex et Boys Noize featuring Ty Dolla $ign

#### Best Dance/Electronic Album
- No Geography – The Chemical Brothers
- LP5 – Apparat
- Hi This Is Flume (Mixtape) – Flume
- Solace – Rüfüs Du Sol
- Weather – Tycho

### Musique instrumentale contemporaine

#### Best Contemporary Instrumental Album
- Mettavolution – Rodrigo y Gabriela
- Ancestral Recall –  Christian Scott
- Star People Nation – Theo Croker
- Beat Music! Beat Music! Beat Music! – Mark Guiliana
- Elevate – Lettuce

### Rock

#### Best Rock Performance
- This Land – Gary Clark Jr.
- Pretty Waste – Bones UK
- History Repeats – Brittany Howard
- Woman – Karen O et Danger Mouse
- Too Bad – Rival Sons

#### Best Metal Performance
- 7empest – Tool
- Astorolus – The Great Octopus – Candlemass featuring Tony Iommi
- Humanicide – Death Angel
- Bow Down – I Prevail
- Unleashed – Killswitch Engage

#### Best Rock Song
- This Land - Gary Clark, Jr.
- Fear Inoculum - Tool
- Give Yourself a Try - The 1975
- Harmony Hall - Vampire Weekend
- History Repeats - Brittany Howard

#### Best Rock Album
- Social Cues – Cage the Elephant
- Amo – Bring Me the Horizon
- In the End – The Cranberries
- Trauma – I Prevail
- Feral Roots – Rival Sons

### Jazz

#### Best Instrumental Jazz Album of the Year
- Finding Gabriel – Brad Mehldau

#### Best Jazz Vocal Album
- 12 Little Spells – Esperanza Spalding

#### Best World Music Album
- Celia – Angélique Kidjo

#### Best Jazz Big Band
- The Omni-American Book Club - Brian Lynch (en)[7]

### American Roots

#### Best American Roots Performance(en)
- Saint Honesty – Sara Bareilles
- Father Mountain – Calexico et Iron & Wine
- I'm on My Way – Rhiannon Giddens avec Francesco Turrisi
- Call My Name – I'm with Her
- Faraway Look – Yola

#### Best American Roots Song(en)
- Call My Name – Sarah Jarosz, Aoife O'Donovan et Sara Watkins (I'm with Her)
- Black Myself – Amythyst Kiah, composition (Our Native Daughters)
- Crossing to Jerusalem – Rosanne Cash et John Leventhal (Rosanne Cash)
- Faraway Look – Dan Auerbach, Yola Carter et Pat McLaughlin (Yola)
- I Don't Wanna Ride the Rails No More – Vince Gill

#### Best Americana Album(en)
- Oklahoma – Keb' Mo'
- Years to Burn – Calexico et Iron & Wine
- Who Are You Now – Madison Cunningham
- Tales of America – J.S. Ondara
- Walk Through Fire – Yola

#### Best Bluegrass Album(en)
- Tall Fiddler – Michael Cleveland (en)
- Live in Prague, Czech Republic – Doyle Lawson et Quicksilver
- Toil, Tears & Trouble – The Po' Ramblin' Boys
- Royal Traveller – Missy Raines
- If You Can't Stand the Heat – Frank Solivan et Dirty Kitchen

#### Best Traditional Blues Album
- Tall, Dark, and Handsome – Delbert McClinton et Self-Made Men + Dana
- Kingfish – Christone Ingram
- Sitting on Top of the Blues – Bobby Rush
- Baby, Please Come Home – Jimmie Vaughan
- Spectacular Class – Jontavious Willis

#### Best Contemporary Blues Album
- This Land – Gary Clark Jr.
- Venom & Faith – Larkin Poe
- Brighter Days – Robert Randolph & the Family Band
- Somebody Save Me – Sugaray Rayford
- Keep On – Southern Avenue

#### Best Folk Album
- Patty Griffin – Patty Griffin
- My Finest Work Yet – Andrew Bird
- Rearrange My Heart – Che Apalache
- Evening Machines – Gregory Alan Isakov
- Front Porch – Joy Williams

#### Best Regional Roots Music Album(en)
- Good Time – Ranky Tanky (en)
- Kalawai‘anui – Amy Hānaialiʻi (en)
- When It's Cold – Cree Round Dance Songs – Northern Cree
- Recorded Live at the 2019 New Orleans Jazz & Heritage Festival – Rebirth Brass Band
- Hawaiian Lullaby – Artistes divers ; Imua Garza et Kimie (production)

### Musique du monde
Best World Music Album
- Celia – Angélique Kidjo
- Gece – Altın Gün
- What Heat – Bokanté et Metropole Orkest dirigé par Jules Buckley
- African Giant – Burna Boy
- Fanm d'Ayiti – Nathalie Joachim with Spektral Quartet

### Spoken Word

#### Best Spoken Word Album (Includes Poetry, Audio Books & Storytelling)
- Beastie Boys Book – Artistes divers ; Michael Diamond, Adam Horovitz, Scott Sherratt et Dan Zitt (production)
- Becoming – Michelle Obama
- I.V. Catatonia: 20 Years as a Two-Time Cancer Survivor – Eric Alexandrakis
- Mr. Know-It-All – John Waters
- Sekou Andrews & The String Theory – Sekou Andrews et The String Theory

### Comedy

#### Best Comedy Album
- Quality Time – Jim Gaffigan
- Relatable – Ellen DeGeneres
- Right Now – Aziz Ansari
- Son of Patricia – Trevor Noah
- Sticks & Stones – Dave Chappelle

### Music for Visual Media

#### Best Compilation Soundtrack for Visual Media
- A Star Is Born – Lady Gaga et Bradley Cooper
  - Paul Blair, Bradley Cooper, Lady Gaga, Nick Monson, Lukas Nelson Mark Nilan Jr. et Benjamin Rice (production) ; Julianne Jordan et Julia Michels (supervision musicale)
- The Lion King: The Songs – Artistes divers
  - Jon Favreau et Hans Zimmer (production)
- Quentin Tarantino's Once Upon a Time in Hollywood – Artistes divers
  - Quentin Tarantino (production) ; Mary Ramos (supervision musicale)
- Rocketman – Taron Egerton
  - Giles Martin (production)
- Spider-Man: Into the Spider-Verse – Artistes divers
  - Spring Aspers et Dana Sano (production) ; Kier Lehman (supervision musicale)

#### Best Score Soundtrack for Visual Media
- Chernobyl – Hildur Guðnadóttir (composition)
- Avengers: Endgame – Alan Silvestri (composition)
- Game of Thrones: Season 8 – Ramin Djawadi (composition)
- The Lion King – Hans Zimmer (composition)
- Mary Poppins Returns – Marc Shaiman (composition)

#### Best Song Written for Visual Media
- I'll Never Love Again (film Version) (extrait d'A Star Is Born)
  - Natalie Hemby, Lady Gaga, Hillary Lindsey et Aaron Raitiere (composition)
- The Ballad of the Lonesome Cowboy (extrait de Toy Story 4)
  - Randy Newman (composition)
- Girl in the Movies (extrait de Dumplin')
  - Dolly Parton et Linda Perry (composition)
- Spirit (extrait du Roi lion)
  - Beyoncé, Timothy McKenzie et Ilya Salmanzadeh (en) (composition)
- Suspirium (extrait de Suspiria)
  - Thom Yorke (composition)

### Musique classique

#### Best Orchestral Performance
- Sustain (par Andrew Norman) – Gustavo Dudamel et l'orchestre philharmonique de Los Angeles

#### Best Opera Recording
- Fantastic Mr. Fox (par Tobias Picker), enregistré par le Boston Modern Orchestra et le Boston Children’s Chorus, dirigé par Gil Rose.

#### Best Instrumental Solo
- Marsalis : Violin Concerto; Fiddle Dance Suite (disque incluant deux morceaux pour violon de Wynton Marsalis) – Nicola Benedetti et l'orchestre de Philadelphie, dirigé par Cristian Măcelaru.

#### Best Vocal Solo Album
- Songplay – Joyce DiDonato

#### Best Instrumental Composition
- Star Wars : Galaxy’s Edge Symphonic Suite – John Williams[7]